# Джордан, Эдди (баскетболист)
Эдвард Монтгомери Джордан (англ. Edward Montgomery Jordan; род. 29 января 1955, Вашингтон, США) — американский профессиональный баскетболист и тренер. Он был главным тренером команд «Филадельфия Севенти Сиксерс», «Вашингтон Уизардс» и «Сакраменто Кингз» в Национальной баскетбольной ассоциации (НБА). Он также был главным тренером в течение трех сезонов в Ратгерском университете, где играл в баскетбол, но ушел, не окончив высшее образование.

## Баскетбольная карьера

### Карьера в колледже
С 1973 по 1977 год Джордан учился в Ратгерском университете. Он был зачислен на факультет физкультуры, но не окончил его. Благодаря Джордану университет вышел в «Финал четырёх» Мужского баскетбольного турнира первого дивизиона NCAA 1976 года, во время которого он был назван MVP Восточного региона. В Ратгерском университете Джордан получил прозвище «Быстрый Эдди».

### Карьера в НБА
Джордан был выбран командой «Кливленд Кавальерс» во втором раунде драфта НБА 1977 года, а в середине сезона новичка его приобрела команда «Нью-Джерси Нетс». В сезоне 1978/79 Джордан сравнялся с Нормом Никсоном («Лос-Анджелес Лейкерс») по количеству перехватов (201), а в 1979-80 годах был вторым по количеству перехватов (223) (уступив Майклу Рэю Ричардсону из «Нью-Йорк Никс» (265)).
В сезоне 1980/81 Джордан играл за «Лос-Анджелес Лейкерс». Он играл за «Лейкерс» четыре года, а затем некоторое время играл за «Портленд Трэйл Блэйзерс». Джордан ушел из НБА после сезона 1983/84. За свою семилетнюю карьеру в НБА Джордан набирал в среднем 8,1 очко, 3,8 передачи и 1,82 перехвата за игру.

## Тренерская карьера

### NCAA
После ухода из НБА в 1984 году Джордан работал в Ратгерском университете под руководством своего бывшего главного тренера в университете и впоследствии помощника в «Уизардс» Тома Янга. Джордан последовал за Янгом в университет Олд Доминион (англ. Old Dominion University) в качестве ассистента на полставки, а затем в 1986 году получил должность ассистента тренера в Бостонском колледже под руководством Джима О’Брайена. В 1988 году он также стал помощником тренера в команде Ратгерского университета.

### «Сакраменто Кингз»
В 1992 году Джордан стал помощником тренера в команде «Сакраменто Кингз» и оставался им в течение пяти сезонов. 20 марта 1997 года Джордан был назначен главным тренером «Кингз» и находился в этой должности в течение сезона 1997/98 годов, который он завершил с отрицательной разницей побед и поражений (33-64). Джордан был уволен после сезона 1997/98.

### «Нью-Джерси Нетс»
17 марта 1999 года Джордан вошел в тренерский штаб «Нью-Джерси Нетс» и в течение четырех сезонов был ведущим ассистентом.

### «Вашингтон Уизардс»
Джордан подписал четырехлетний контракт на сумму чуть более 3 миллионов долларов в год с командой «Вашингтон Уизардс» и 19 июня 2003 года был представлен в качестве главного тренера команды. Свой первый сезон в качестве главного тренера «Вашингтон Уизардс» Джордан завершил с отрицательной разницей побед и поражений (25-57). В Следующем сезоне 2004-05 годов Джордан помог «Уизардс» улучшить результат на 20 игр.
11 апреля 2005 года Джордан выиграл свою 100-ю игру в качестве главного тренера. В регулярном сезоне 2004-05 годов, втором в карьере Джордана в «Уизардс», он помог команде добиться положительного результата побед и поражений (45-37). Этот сезон стал лучшим для команды с 1978-79 годов. В 2005 году «Чикаго Буллз» и «Вашингтон Уизардс» встретились друг с другом в первом раунде плей-офф. Для «Уизардс» это был первый выход в плей-офф со времен сезона 1996-97 годов. «Уизардс» выиграли серию со счетом 4:2.
В сезоне 2006/07 Джордан помог «Уизардс» три раза подряд выйти в плей-офф впервые с 1988 года. Джордан получил награду «Тренер месяца» в декабре, показав в этом месяце положительную разницу побед и поражений 12-4.
В сезоне 2007/08 Джордан привел «Уизардс» четвертый раз подряд вышли в плей-офф, несмотря на то, что начали год с отрицательной разницей побед и поражений 0-5. «Кливленд Кавальерс» в третий раз подряд обыграли «Вашингтон Уизардс».
24 ноября 2008 года после неудачного начала года 1-10 Джордан был уволен с поста главного тренера «Вашингтон Уизардс».

### «Филадельфия Севенти Сиксерс»
1 июня 2009 года Джордан был официально представлен в качестве главного тренера «Филадельфия Севенти Сиксерс».
15 апреля Джордан был уволен с поста тренера «Севенти Сиксерс» после одного сезона. Позже в том же месяце сообщалось, что Джордан был одним из предпочтительных кандидатов на вакансию главного тренера в своей альма-матер, Ратгерский университет, но он отказался, чтобы продолжить поиски новой тренерской работы в НБА.

### «Лос-Анджелес Лейкерс»
В 2012 году Джордан был нанят в качестве помощника тренера в «Лос-Анджелес Лейкерс».

### Ратгерский университет
8 апреля 2013 года стало известно, что Ратгерский университет назначит Джордана главным тренером вместо уволенного Майка Райса. 23 апреля 2013 года Ратгерский университет официально объявил о назначении Эдди Джордана на должность тренера.